# Compagnia di San Giorgio
Der Name Compagnia di San Giorgio bezieht sich auf drei Söldnerkompanien, die im 14. Jahrhundert im mittelalterlichen Italien tätig waren.

## Die erste Compagnia di San Giorgio von Lodrisio Visconti
Eine erste Kompanie mit diesem Namen wurde 1339 von Lodrisio Visconti gegründet, der aus seiner Heimatstadt Mailand vertrieben wurde und versuchte, seine Cousins Azzo und Luchino zu entmachten.
Die Kompanie des Herrn von Seprio, ein von Lodrisio angeeigneter Titel, umfasste mehr als 6.500 Mann und setzte sich aus Milizen zusammen, die von Mastino II. della Scala, dem Herrn von Verona, und Calcino Tornielli, dem Herrn von Novara, entsandt worden waren, sowie aus deutschen Söldnern wie Konrad von Landau und Werner von Urslingen, Schweizern und Graubündnern.
Im Februar 1339 zog Lodrisio in den Krieg und drang mit seiner Kompanie von Norden her in das Gebiet von Mailand ein. Als er auf den Widerstand der von Luchino mobilisierten städtischen Miliz stieß, kam es zur Schlacht von Parabiago.
Es wird erzählt, dass die beiden Armeen die gleichen Visconti-Insignien trugen. Zur Unterscheidung von den „Ambrosianern“ riefen sie „Rithband Heinrich“ (Heinrichs Ritter).
Das Heer von Lodrisio wurde, nachdem es sich um einen Erfolg bemüht hatte, vom Mailänder Heer unter der Führung von Luchino vernichtend geschlagen. Dieser besiegte die Kompanie dank des entschlossenen Eingreifens von 700 Rittern unter der Führung des Exil-Bolognesers Ettore da Panigo. Die Compagnia di San Giorgio erlitt einen Verlust von etwa 4.500 Mann und löste sich auf, während Lodrisio in Gefangenschaft geriet. Der größte Teil des Heeres unter Vione Squilletti begab sich auf einen Raubzug: Sie besetzten das Gebiet südlich von Mailand, das später Morivione genannt wurde, und blieben dort bis zum 24. April 1339, als Luchino Visconti sie in einer Schlacht besiegte und ihre endgültige Auflösung befahl. Bei dieser Gelegenheit wurde ihr Anführer gefangen genommen und noch am selben Tag hingerichtet, eine Episode, von der sich der Name des heutigen Mailänder Stadtviertels Qui morì Vione, später Morivione, ableitet.

## Die zweite Compagnia di San Giorgio des Ambrogio Visconti
Wenig später versammelte ein anderer Visconti, Ambrogio, der leibliche Sohn Bernabòs, auf der Suche nach Ruhm im Jahr 1365 eine Söldnertruppe um sich, die er Compagnia di San Giorgio nannte und die sich nach einer Niederlage bei Tronto auflöste. Ambrogio gründete sie 1372 neu, aber zwei Jahre später wurde sie bei einem Aufstand in der Gegend von Bergamo vernichtet, bei dem Ambrogio Visconti getötet wurde. In ihr diente auch Giovanni d’Azzo degli Ubaldini.

## Die dritte Compagnia di San Giorgio des Alberico da Barbiano

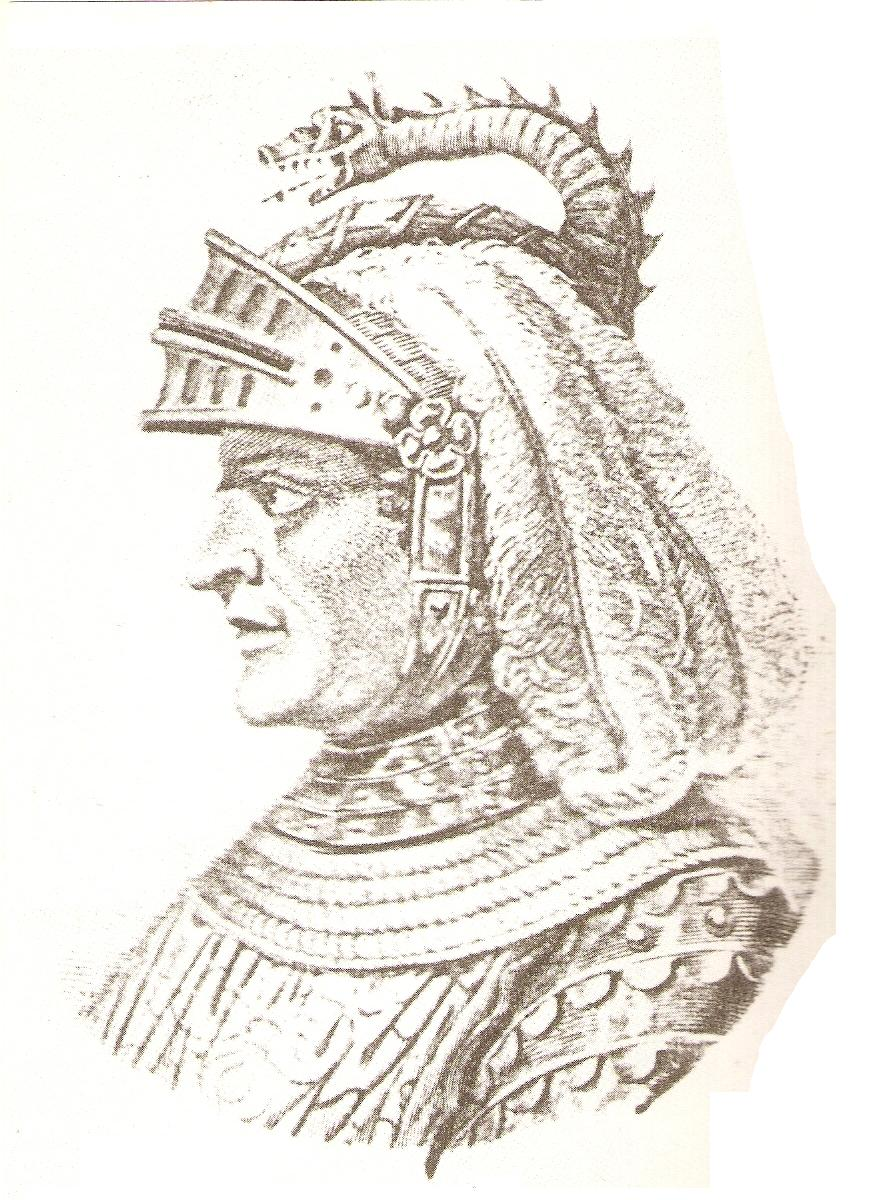
Alberico da Barbiano

Die berühmteste der drei Kompanien wurde 1377 von Alberico da Barbiano gegründet.
Viele tapfere Kämpfer dienten in dieser berühmten Kompanie, wie Muzio Attendolo Sforza, Braccio da Montone, Jacopo Caldora, Ugolotto Biancardo, Jacopo dal Verme, Facino Cane, Guido d'Asciano, Ottobuono de’ Terzi und Ceccolino Michelotti.
In einer Zeit, in der überall auf der Halbinsel ausländische Soldaten präsent waren, konnten nur italienische Kämpfer der Compagnia di San Giorgio angehören. Die Soldaten schworen, „immerwährende Feinde der Fremden und Barbaren“ zu sein.
Der Grund für diese Entscheidung ist noch immer unklar, aber man nimmt an, dass Alberico da Barbiano von der Schändlichkeit und Grausamkeit der ausländischen Söldner des John Hawkwood (Giovanni Acuto) bei der Einnahme von Cesena im Jahr 1377 angewidert war und deshalb beschloss, die Kompanie zu verlassen und seine eigene, ausschließlich aus Italienern bestehende Kompanie zu gründen.
Mit dieser Kompanie unterstützte er Papst Urban VI. im Kampf gegen den Gegenpapst Clemens VII. und besiegte 1379 die Bretonen bei Marino, wofür er zum Ritter geschlagen und mit einem Abzeichen mit dem Motto „Italien von den Barbaren befreit“ geehrt wurde. Später wurde ihm mit Hilfe von Karl von Anjou-Durazzo die Eroberung des Königreichs Neapel ermöglicht, zusammen mit Giovanni Acuto, der ihn gegen Ludwig von Anjou unterstützte, welcher nach Italien gekommen war, um ihn zu vertreiben. Dies führte dazu, dass ihm die Ehre des Großkonstablers des Königreichs zuteilwurde.